# Brokig kopparmalm

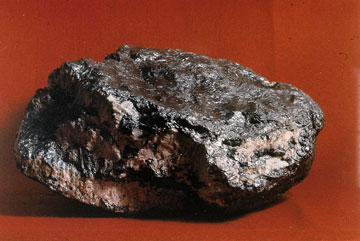
Brokig kopparmalm

Brokig kopparmalm eller bornit är ett sulfosaltmineral som är besläktad med kopparkis men rikare på koppar och dess kemiska formel är Cu5FeS4. 

## Egenskaper

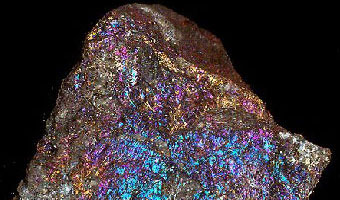
Tarnish av bornit

Bornit har en brun till kopparröd färg på fräscha ytor som färgas till olika iriserande nyanser av blått till lila på sina ställen. Dess slående iriserande ger den smeknamnet påfågelkoppar eller påfågelmalm. Det kristalliserar i det ortorombiska systemet (pseudokubiskt).

## Mineralogi
Bornit är ett viktigt kopparmalmsmineral och förekommer i stor utsträckning i porfyrkopparavlagringar tillsammans med den vanligare kopparstenen. Kalkopyrit och bornit ersätts båda vanligtvis av chalkosit och kovellit i supergenanrikningszonen av kopparavlagringar. Bornit finns också som spridning i mafiska magmatiska bergarter, i kontaktmetamorfa skarnavlagringar, i pegmatiter och i sedimentära kopparhaltiga skiffer. Den är viktig som malm för dess kopparhalt på cirka 63 viktprocent och är en viktig kopparmalm i USA, Chile och Mexiko.

### Struktur

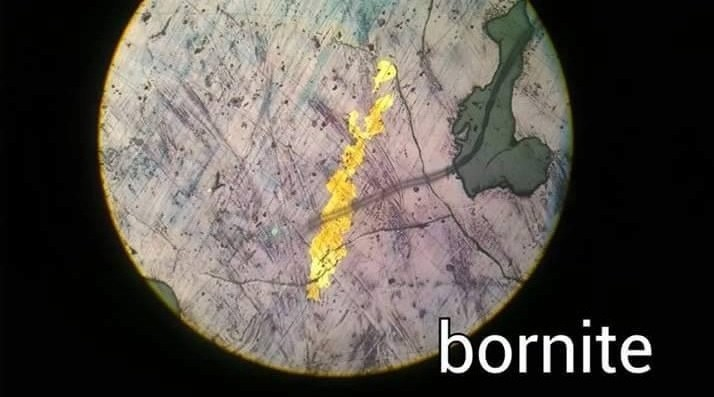
Mikroskopisk bild av bornit

Vid temperaturer över 228 °C är strukturen isometrisk med en enhetscell som är cirka 5,50 Å på en kant. Denna struktur är baserad på kubiska tätpackade svavelatomer, med koppar- och järnatomer slumpmässigt fördelade på sex av de åtta tetraedriska platserna i kubens oktanter. Med kylning blir Fe och Cu ordnade, så att 5,5 Å subceller där alla åtta tetraedriska platserna är fyllda alternerar med subceller där endast fyra av de tetraedriska platserna är fyllda och symmetrin reduceras till ortorombisk.

### Sammansättning
Betydande variation i de relativa mängderna koppar och järn är möjlig och fast lösning sträcker sig mot kopparkis (CuFeS2) och digenit (Cu9S5). Utlösning av blåsor och lameller av karbonat, digenit och kalkocit är vanlig.

### Form och tvilling
Sällsynta kristaller är ungefär kubiska, dodekaedriska eller oktaedriska. Vanligtvis massiv. Penetrationstvilling på den kristallografiska riktningen, {111}.

## Förekomst

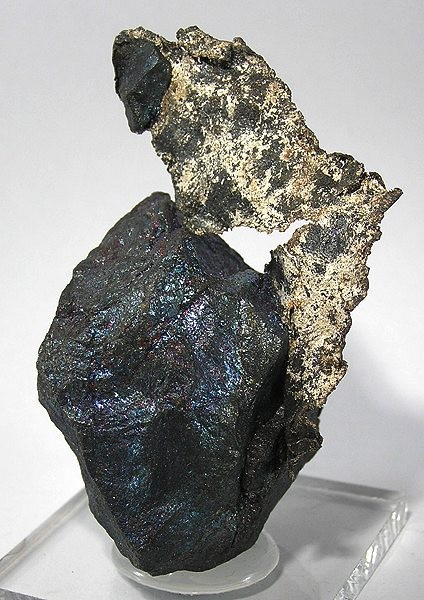
Bornit med silver från Zacatecas, Mexiko (storlek: 7,5 × 4,3 × 3,4 cm)

Bornit förekommer globalt i kopparmalmer med betydande kristalllokaliteter i Butte, Montana och i Bristol, Connecticut i USA. Den utvinns också i Carn Brea-gruvan, Illogan och på andra håll i Cornwall, England. Stora kristaller finns från Frossnitz-alperna, östra Tirol, Österrike; Mangula-gruvan, Lomagundi-distriktet, Zimbabwe; från N'ouva-gruvan, Talate, Marocko, Tasmaniens västkust och i Dzhezkazgan, Kazakstan. Det finns också spår av det som finns bland hematiten i Pilbara-regionen i västra Australien.
I Sverige finns brokig kopparmalm i små mängder tillsammans med annan kopparmalm på flera platser, däribland Åtvidaberg, Falun, Nya Kopparbergs bergslag, Galva kopparfält, västra Värmland och i Biskopsgruvan i Garpenberg.

## Historik och etymologi
Bornit beskrevs första gången 1725 efter ett fynd i Ermbergen, Böhmen, i vad som nu är Karlovy Vary-regionen i Tjeckien. Den fick sitt namn 1845 efter den österrikiska mineralogen Ignaz von Born.